# Présence humaine
Albums de Michel Houellebecq
Le Sens du combat
(1996) Établissement d'un ciel d'alternance
(2007)
Présence humaine est un album de Michel Houellebecq avec des arrangements de Bertrand Burgalat sorti en avril 2000 chez Tricatel.

## Description
Cet album de 10 pistes propose une mise en musique de la poésie de Houellebecq par Bertrand Burgalat avec la contribution, sur certains titres, de Peter von Poehl et de Romain Humeau. Les arrangements sont inspirés du rock des années 1970. Présence humaine a donné lieu à une tournée durant l'été 2000 et l'album a été réédité l'année suivante. 
Malgré un accueil assez confidentiel à sa sortie (Michel Houellebecq était déjà un auteur à succès après la parution de son second roman Les particules élémentaires mais était encore relativement peu connu du grand public, et n'était du reste pas du tout attendu dans ce registre), l'album est depuis devenu « culte » selon de nombreux critiques musicaux. En conséquence, celui-ci a fait l'objet d'une réédition collector le 10 juin 2016 avec deux titres inédits arrangés par Jean-Claude Vannier (Le Film du Dimanche et Novembre) et un livret 24 pages (photos exclusives, notes de pochettes de Michka Assayas et textes de Fernando Arrabal), et pour la première fois d'une édition vinyle 33 tours.

## Personnel
- Voix : Michel Houellebecq
- Textes : Michel Houellebecq
- Arrangements musicaux : Bertrand Burgalat
- Musique : Bertrand Burgalat, Peter von Poehl, Romain Humeau, Nicolas Courret, Damien Lefèvre
- Production : Bertrand Burgalat
- Enregistrement et mixage : Dominique Ledudal (Studio Garage) et Bertrand Burgalat (Studio Tricatel)
- Photo, couverture : Philippe Matsas (Opale)
- Artwork : Stéphane Manel

## Liste des pistes
| 1.    | Présence Humaine      | Michel Houellebecq, Bertrand Burgalat | 4:06 |
| 2.    | Séjour-Club           | Michel Houellebecq, Bertrand Burgalat | 3:55 |
| 3.    | Paris-Dourdan         | Michel Houellebecq, Bertrand Burgalat | 4:42 |
| 4.    | Playa Blanca          | Michel Houellebecq, Bertrand Burgalat | 2:48 |
| 5.    | Les Pics de pollution | Michel Houellebecq, Bertrand Burgalat | 4:51 |
| 6.    | On se réveillait tôt  | Michel Houellebecq, Bertrand Burgalat | 5:15 |
| 7.    | Plein été             | Michel Houellebecq, Bertrand Burgalat | 8:32 |
| 8.    | Célibataires          | Michel Houellebecq, Bertrand Burgalat | 4:08 |
| 9.    | Crépuscule            | Michel Houellebecq, Bertrand Burgalat | 3:25 |
| 10.   | Derniers temps        | Michel Houellebecq, Bertrand Burgalat | 3:15 |
| 44:49 |                       |                                       |      |